# Fred. J. Roeske

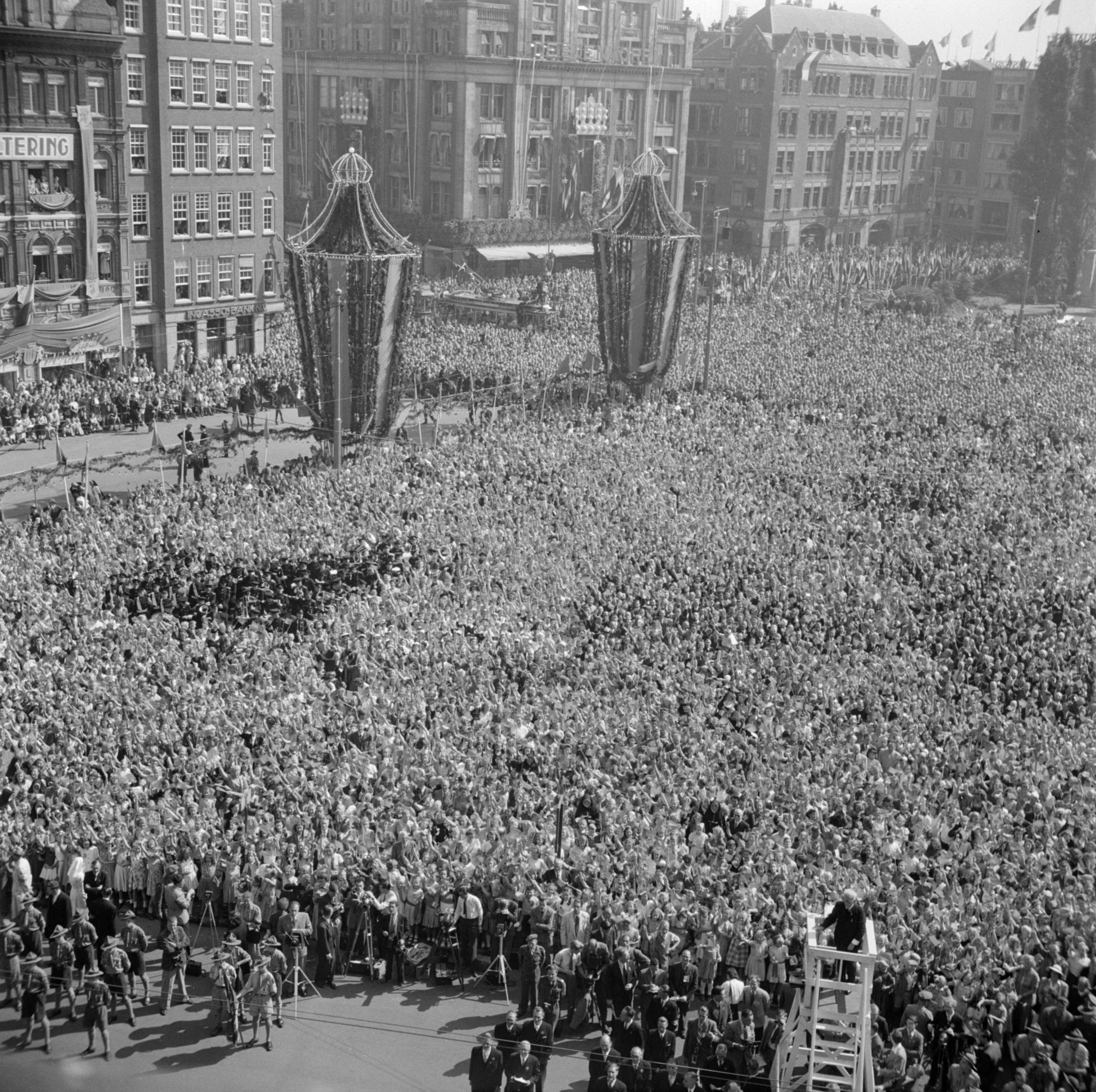
De aubade 31 augustus 1948

Fredrik Jan (Fred) Roeske (Amsterdam, 27 oktober 1868 – aldaar, 10 maart 1961) was een Nederlands pianist en dirigent.

## Leven
Hij was zoon van zeeman Pieter Hermanus Roeske en Christina Johanna Heineker. Het gezin woonde langere tijd aan de Zeedijk. Hijzelf huwde Julia Lensing. Een van de drie dochters Frieda Roeske (Frederika Johanna Roeske, 1903-1985) kreeg vioolles aan het conservatorium en werd violiste en vioollerares.
Hij kreeg zijn muziekopleiding aan de Amsterdamse muziekschool van de Maatschappij tot Bevordering der Toonkunst (MtbdT). Hij kreeg er lessen van de heren Blank en Van der Eyken op de piano en harmonieleer van Frans Coenen. Aanvullend kreeg hij opleiding van Cornelis van der Linden, Henri Viotta en Bernard Zweers.
Zijn leven lang was hij vooral koordirigent. Nationale en internationale prijzen ontving hij met het mannenkoor "Kunst door Oefening" (Amsterdam 1893, Luik 1895, Sint-Gilles-ten-Noode). Hij gaf voorts leiding aan "liedertafel Zanglust", het "koor van de onderwijzers", het "Luthers zangkoor", liedertafel/mannenkoor "Apollo" (van 1896 tot 1953) en als directeur van van de Bussummer afdeling van de MtBdT; hij gaf daar zang- en pianoles. Vanaf begin 1899 tot 1901 was hij directeur van de Amsterdamsche Orkest Vereeniging als ook kapelmeester van de schutterij. Later volgden de "Vereenigde Zangers" en "Musis Sacrum" (beide Amsterdam) en het "Mannenkoor Richard Hol" (Den Haag). Zijn lespakket breidde hij uit naar harmonieleer, compositieleer en koordirectie.
Al vroeg volgden ook enkele composities, zoals Legende voor strijkorkest. Er volgden tal van koorwerken, van klein tot groot, zoals een cantate voor sopraan, mannenkoor, orgel en orkest. Een bekend werk uit zijn beginperiode is Bij het ondergaan van het zunneke.
Op 7 september 1898 vond zijn magnum opus als dirigent plaats. Op de Dam dirigeerde hij een koor van 1500 zangeressen, begeleid door vijf muziekkorpsen; ze brachten een aubade tijdens de kroningsfeesten van koningin Wilhelmina der Nederlanden. Wanneer Wilhelmina aftreedt, staat hij wederom voor een groot koor (31 augustus 1948).
Willem van Laar was een van zijn belangrijkste leerlingen.
Hij overleed in het Wilhelmina Gasthuis, kort nadat hij er was opgenomen. Hij werd begraven op De Nieuwe Ooster (graf 01-2-0972).

## Eerbetoon
Roeske was sinds 1953 officier in de Orde van Oranje-Nassau en Orde van Wasa. Koningin Wilhelmina had hem in 1938 al de zilveren eremedaille voor kunsten en wetenschappen toegekend (Huisorde van Oranje). Amsterdam vernoemde in 1977 een straat naar hem de Fred. Roeskestraat.